# 25156 Shkolnik
25156 Shkolnik este un asteroid din centura principală de asteroizi.

## Descriere
25156 Shkolnik este un asteroid din centura principală de asteroizi. A fost descoperit pe 16 septembrie 1998 la Stația Anderson Mesa în cadrul programului LONEOS. Asteroidul prezintă o orbită caracterizată de o semiaxă mare de 2,64 ua, o excentricitate de 0,03 și o înclinație de 1,2° în raport cu ecliptica.